# 邁澤科瓦奇哈佐
邁澤科瓦奇哈佐（匈牙利語：Mezőkovácsháza）是匈牙利的城鎮，位於該國東南部，由貝凱什州負責管轄，面積62.59平方公里，2011年人口6,085，其中約一半居民信奉天主教。

## 外部連結

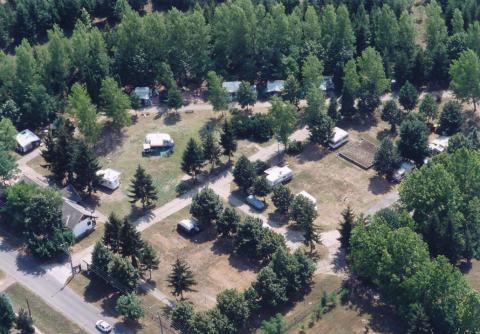

- Civic Union of Mezőkovácsháza | Mezőkovácsházi Polgári Egyesület

46°24′N 20°55′E / 46.400°N 20.917°E